# Davron
Davron és un municipi francès, situat al departament d'Yvelines i a la regió de Illa de França. L'any 2007 tenia 373 habitants.
Forma part del cantó de Verneuil-sur-Seine, del districte de Saint-Germain-en-Laye i de la Comunitat de comunes Gally Mauldre.

## Demografia

### Població
El 2007 la població de fet de Davron era de 373 persones. Hi havia 140 famílies, de les quals 26 eren unipersonals (9 homes vivint sols i 17 dones vivint soles), 31 parelles sense fills, 66 parelles amb fills i 17 famílies monoparentals amb fills.
La població ha evolucionat segons el següent gràfic:
Habitants censats

### Habitatges
El 2007 hi havia 154 habitatges, 140 eren l'habitatge principal de la família, 4 eren segones residències i 10 estaven desocupats. 139 eren cases i 11 eren apartaments. Dels 140 habitatges principals, 103 estaven ocupats pels seus propietaris, 22 estaven llogats i ocupats pels llogaters i 15 estaven cedits a títol gratuït; 4 tenien una cambra, 7 en tenien dues, 17 en tenien tres, 22 en tenien quatre i 90 en tenien cinc o més. 112 habitatges disposaven pel capbaix d'una plaça de pàrquing. A 42 habitatges hi havia un automòbil i a 90 n'hi havia dos o més.

### Piràmide de població
La piràmide de població per edats i sexe el 2009 era:
| Homes | Edats   | Dones |
| ----- | ------- | ----- |
| 0     | 95 o +  | 0     |
| 0     | 90 a 94 | 4     |
| 0     | 85 a 89 | 0     |
| 0     | 80 a 84 | 0     |
| 8     | 75 a 79 | 4     |
| 0     | 70 a 74 | 8     |
| 12    | 65 a 69 | 0     |
| 8     | 60 a 64 | 16    |
| 4     | 55 a 59 | 12    |
| 8     | 50 a 54 | 12    |
| 24    | 45 a 49 | 16    |
| 8     | 40 a 44 | 28    |
| 8     | 35 a 39 | 4     |
| 8     | 30 a 34 | 4     |
| 16    | 25 a 29 | 4     |
| 12    | 20 a 24 | 4     |
| 13    | 15 a 19 | 24    |
| 4     | 10 a 14 | 4     |
| 16    | 5 a 9   | 4     |
| 8     | 0 a 4   | 4     |

## Economia
El 2007 la població en edat de treballar era de 240 persones, 175 eren actives i 65 eren inactives. De les 175 persones actives 166 estaven ocupades (93 homes i 73 dones) i 8 estaven aturades (5 homes i 3 dones). De les 65 persones inactives 11 estaven jubilades, 32 estaven estudiant i 22 estaven classificades com a «altres inactius».

### Ingressos
El 2009 a Davron hi havia 114 unitats fiscals que integraven 333 persones, la mediana anual d'ingressos fiscals per persona era de 35.254 €.

### Activitats econòmiques
Dels 19 establiments que hi havia el 2007, 2 eren d'empreses de construcció, 8 d'empreses de comerç i reparació d'automòbils, 1 d'una empresa d'informació i comunicació, 1 d'una empresa financera, 2 d'empreses immobiliàries, 3 d'empreses de serveis i 2 d'entitats de l'administració pública.
Dels 3 establiments de servei als particulars que hi havia el 2009, 1 era un taller de reparació d'automòbils i de material agrícola, 1 guixaire pintor i 1 lampisteria.
L'any 2000 a Davron hi havia 4 explotacions agrícoles que ocupaven un total de 412 hectàrees.

## Equipaments sanitaris i escolars
El 2009 hi havia una escola elemental.

## Poblacions més properes
El següent diagrama mostra les poblacions més properes.